# Kobayashi Kiyochika

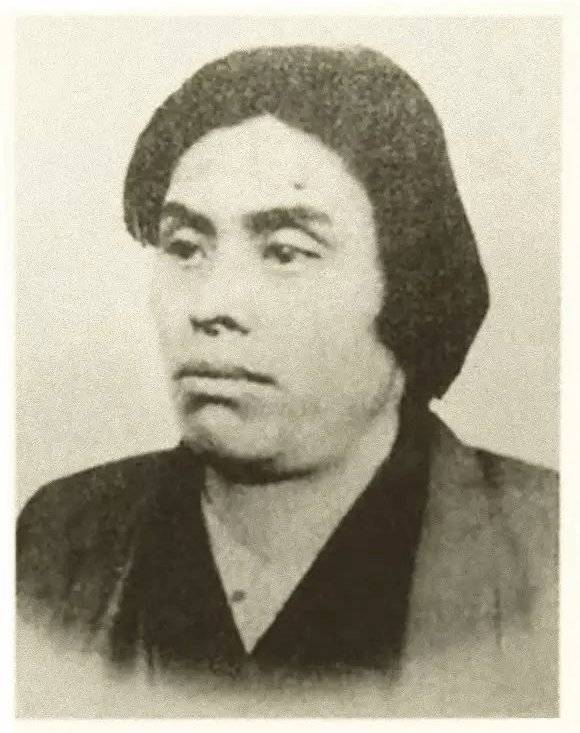
Kobayashi Kiyochika, 1872

Kobayashi Kiyochika (japanisch 小林 清親; 10. September 1847 – 28. November 1915) war ein japanischer Holzschnitt-Künstler der Meiji-Zeit.

## Leben und Werk
Kobayashi wurde als Sohn eines niederen Regierungsbeamten in Edo (heute Tokyo) geboren. Die Familie zog 1869 nach Washizu (heute Kosai) in der Präfektur Shizuoka, er kehrte dann aber nach Tokyo zurück, um Malerei zu studieren. Er studierte westliche Ölmalerei unter Charles Wirgman sowie Malerei im japanischen Stil unter Kawanabe Kyōsai und Shibata Zeshin. Angeregt durch importierte Lithographien wandte er sich dem Holzschnitt zu. Damit war er ziemlich erfolgreich, vor allem in den Jahren 1876 bis 1881, bis das Interesse an seinen Bildern zu sinken begann. Kobayashi illustrierte auch Bücher, Magazine und Zeitungen. Er berichtete über den Japanisch-Chinesischen Krieg von 1894 bis 1895 und schuf Bilder dazu.
In seinen Drucken zeigte Kobayashi das sich unter westlichem Einfluss wandelnde Tokyo. Er schuf aber auch Landschaften und Drucke von Blumen und Vögeln, Kachō-ga (花鳥画). Dabei verband er Bildgestaltung und Farbgebung aus dem Ukiyoe-Stil mit westlicher Perspektive, mit Lichtquellen und Schattierungen. Trotz dieses Mischstils gilt er als letzter Meister des Ukiyo-e.

## Galerie

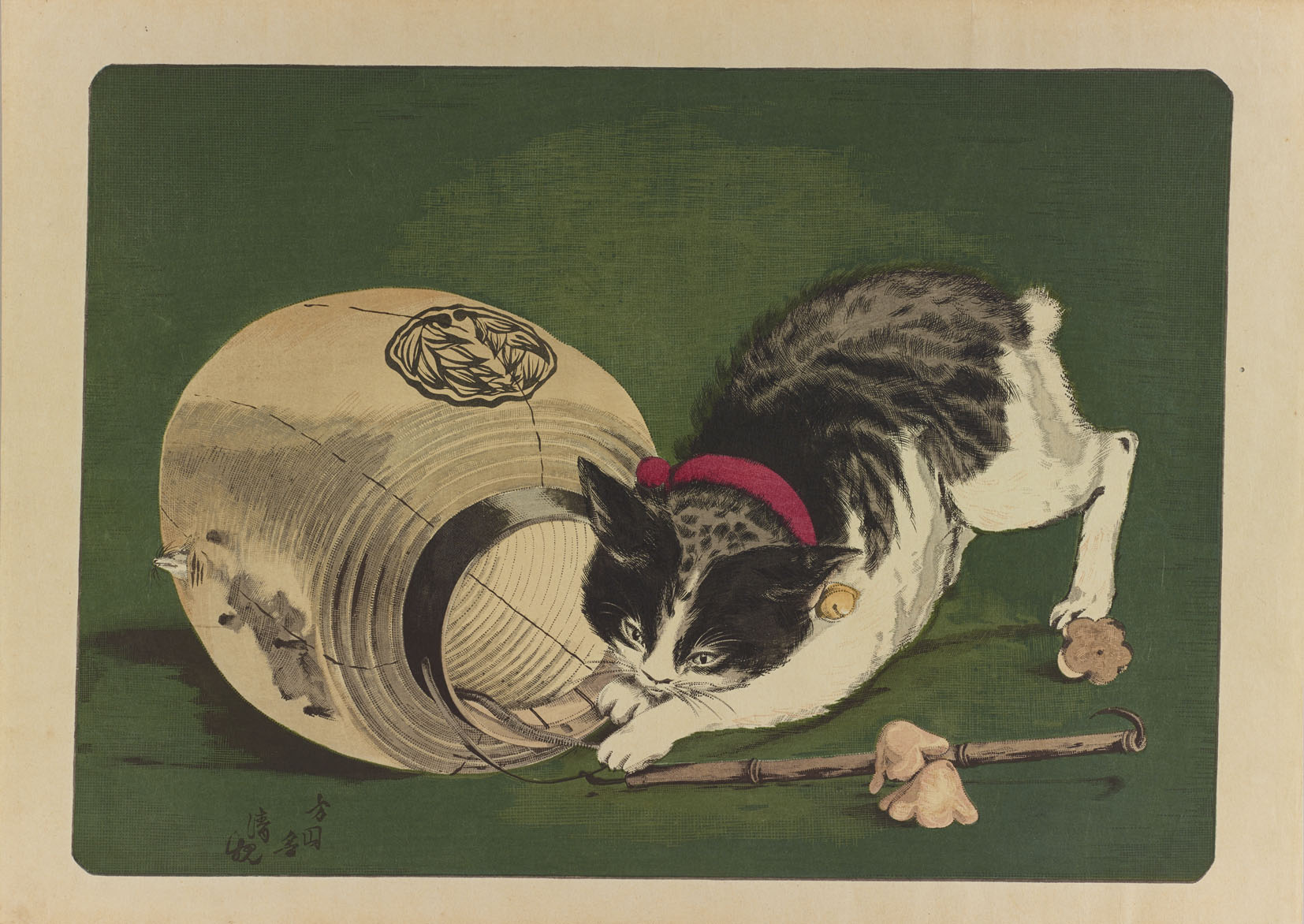
Katze und Lampion, 1877
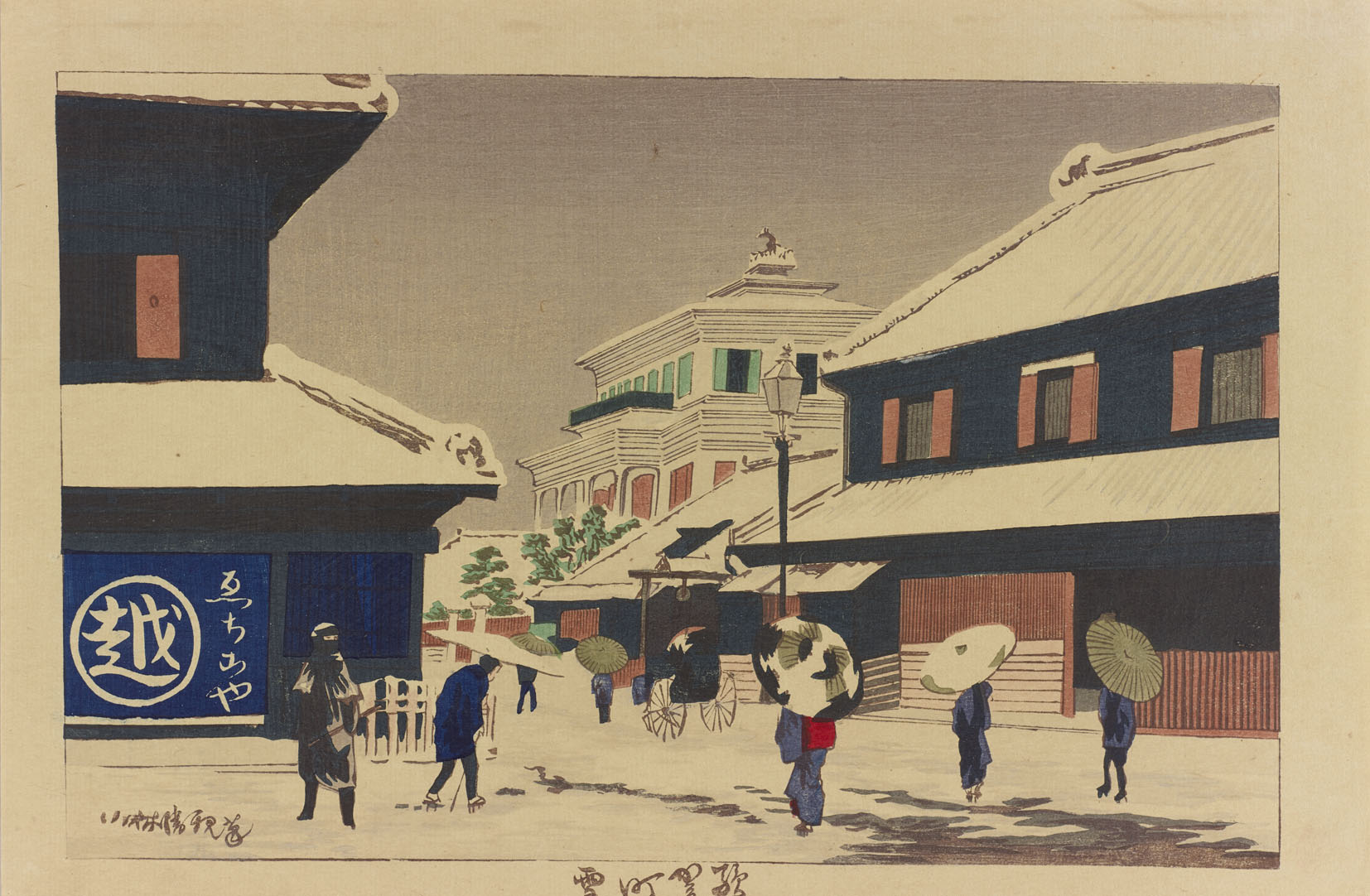
Schnee im Suruga-chō[A 1]
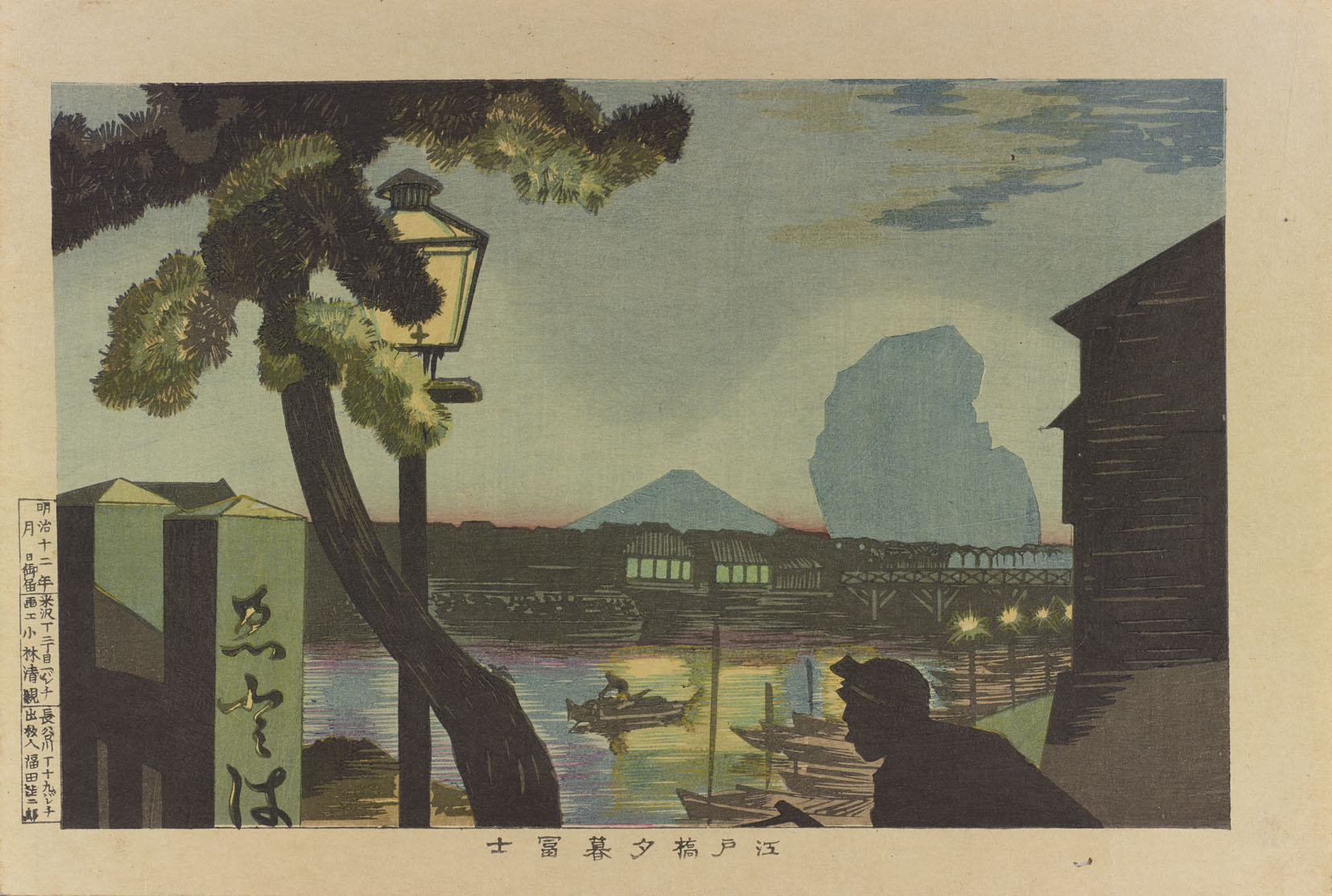
Abendlicher Fuji, von der Edo-Brücke, 1879
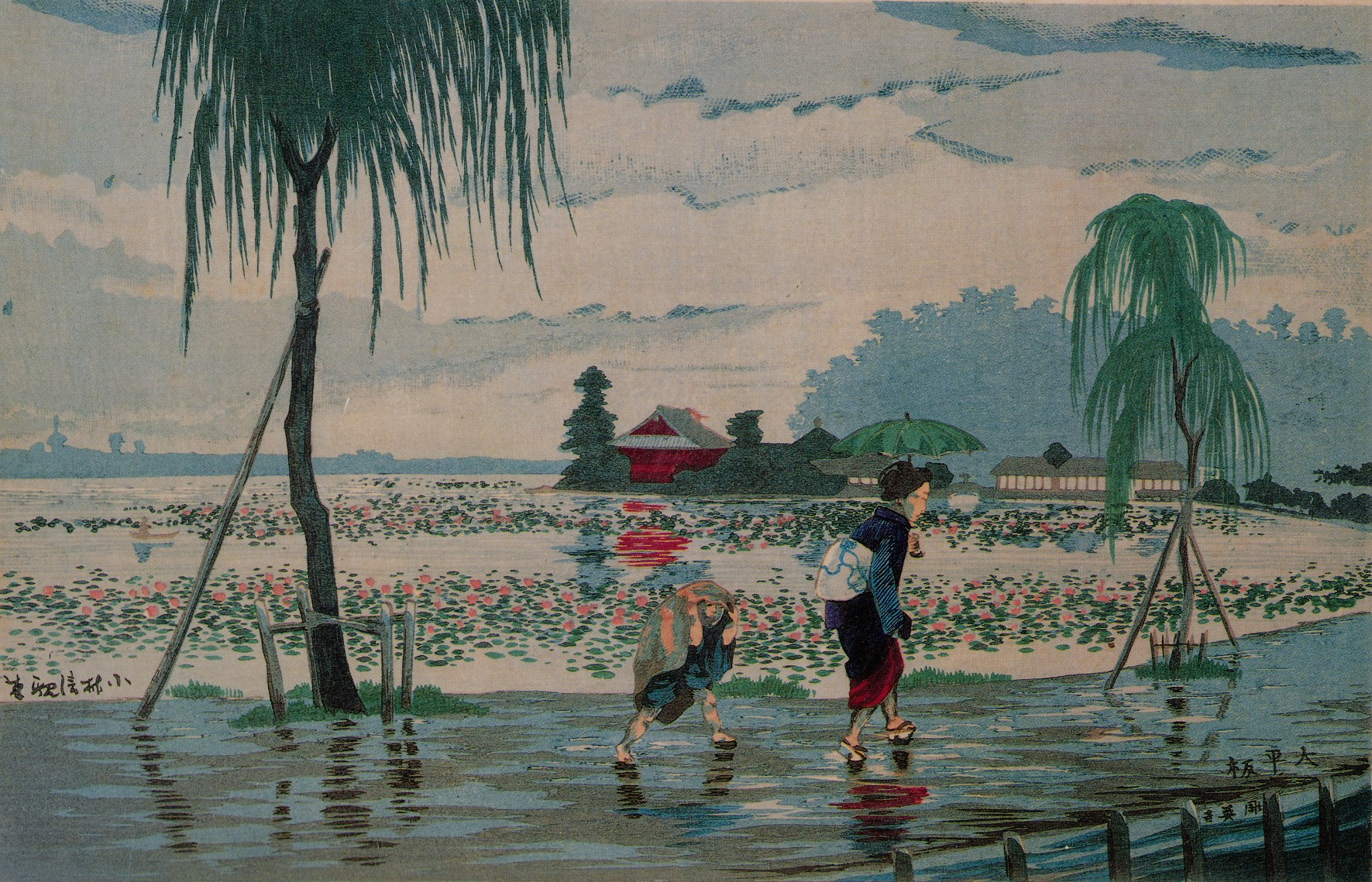
Shinobazu Teich, ca. 1880
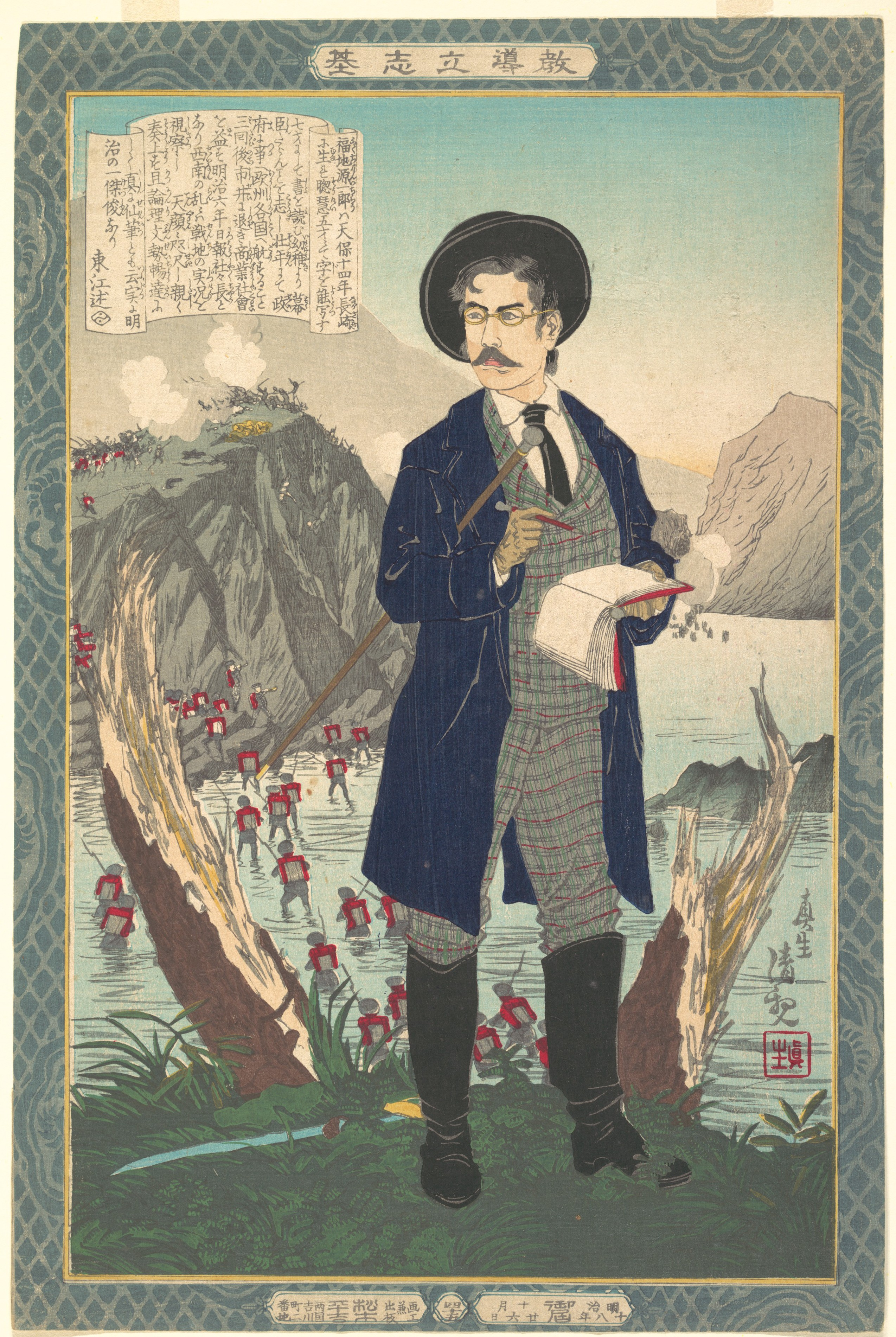
Kriegsberichterstatter während der Schlacht des Satsuma-Aufstands (1877–1878) auf der Insel Kyushu,[1] 1885
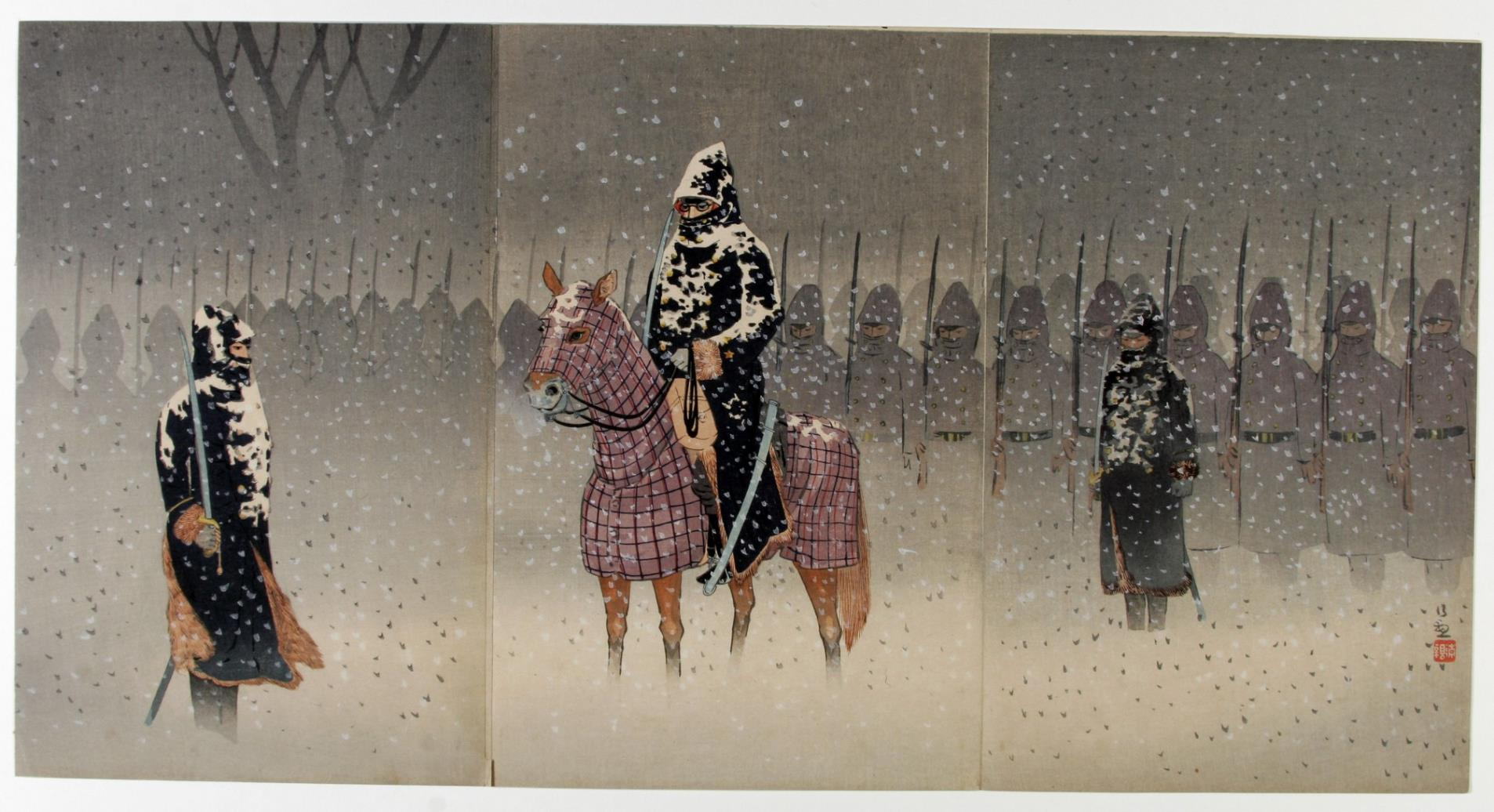
Landung japanischer Truppen im Japanisch-Chinesischen Krieg, 1895
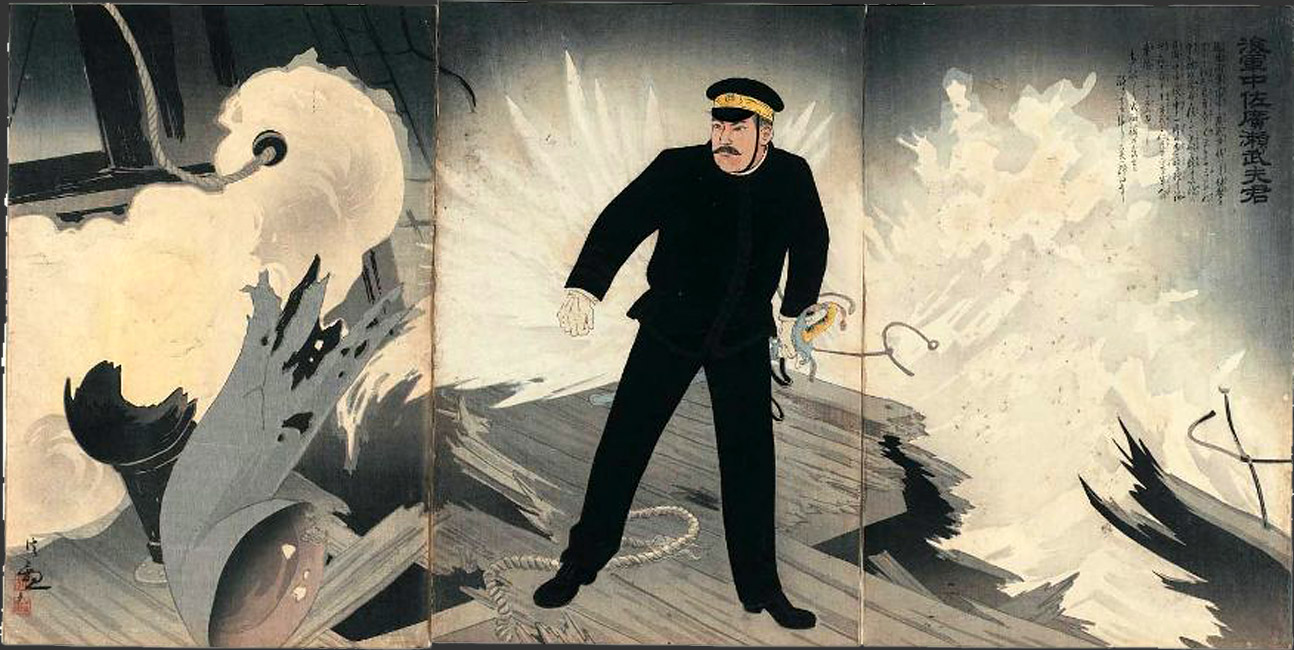
Kapitänleutnant Hirose Takeo[A 2]